# Feutrage à l'aiguille

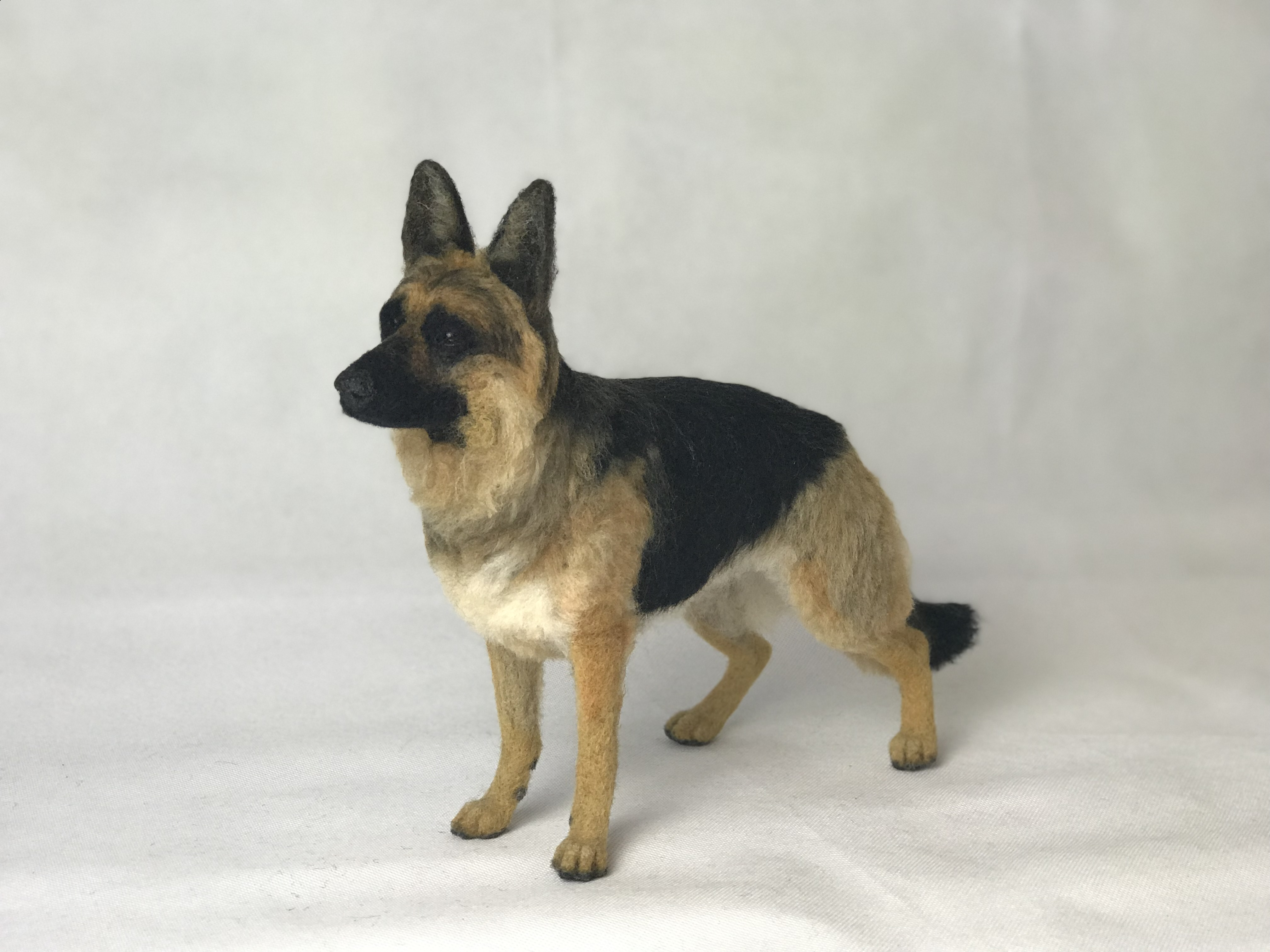
Berger allemand réalisé en laine feutrée à l'aiguille.

Le feutrage à l'aiguille, feutrage à sec ou piquetage, est une technique permettant d'agglomérer des fibres de laine cardée. La laine ainsi modelée devient plus compacte et est utilisée pour créer divers produits finis en 3D : bijoux, accessoires, animaux, personnages, etc.
Le syle kawaii du feutrage à l'aiguille a été démocratisé par la culture japonaise. Kawaii signifiant « mignon » en japonais, feutrer dans ce style implique simplement de créer un objet mignon grâce au feutrage.

## Matériel
Le feutrage à l'aiguille nécessite : 
- une aiguille à feutrer ;
- une poignée pour aiguille à feutrer ;
- de la laine cardée[6].

Un bloc de mousse utilisé comme support ainsi que des accessoires tels que des yeux en plastiques peuvent également être utilisés.

## Technique de feutrage

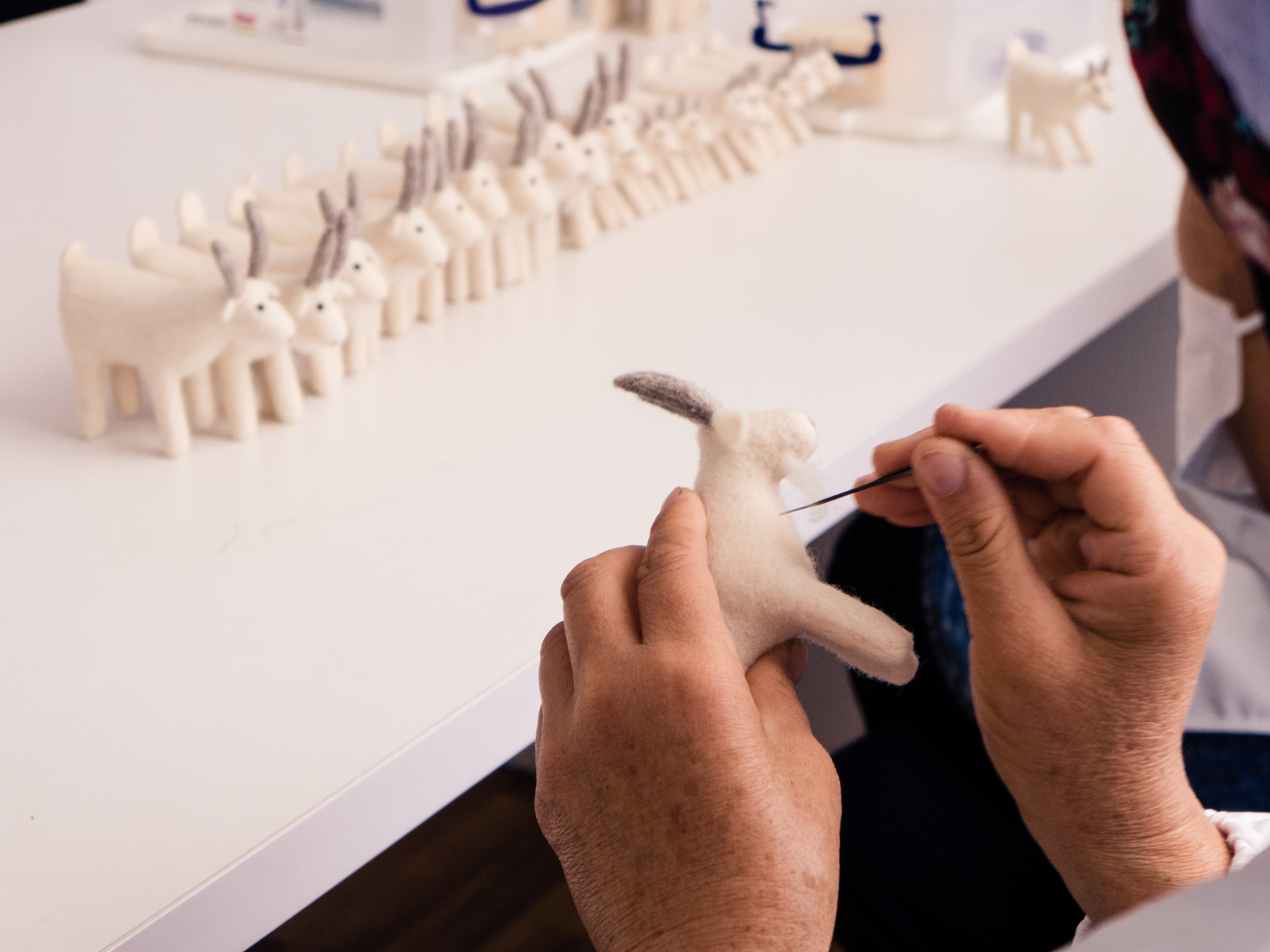
Technique de feutrage à l'aiguille.
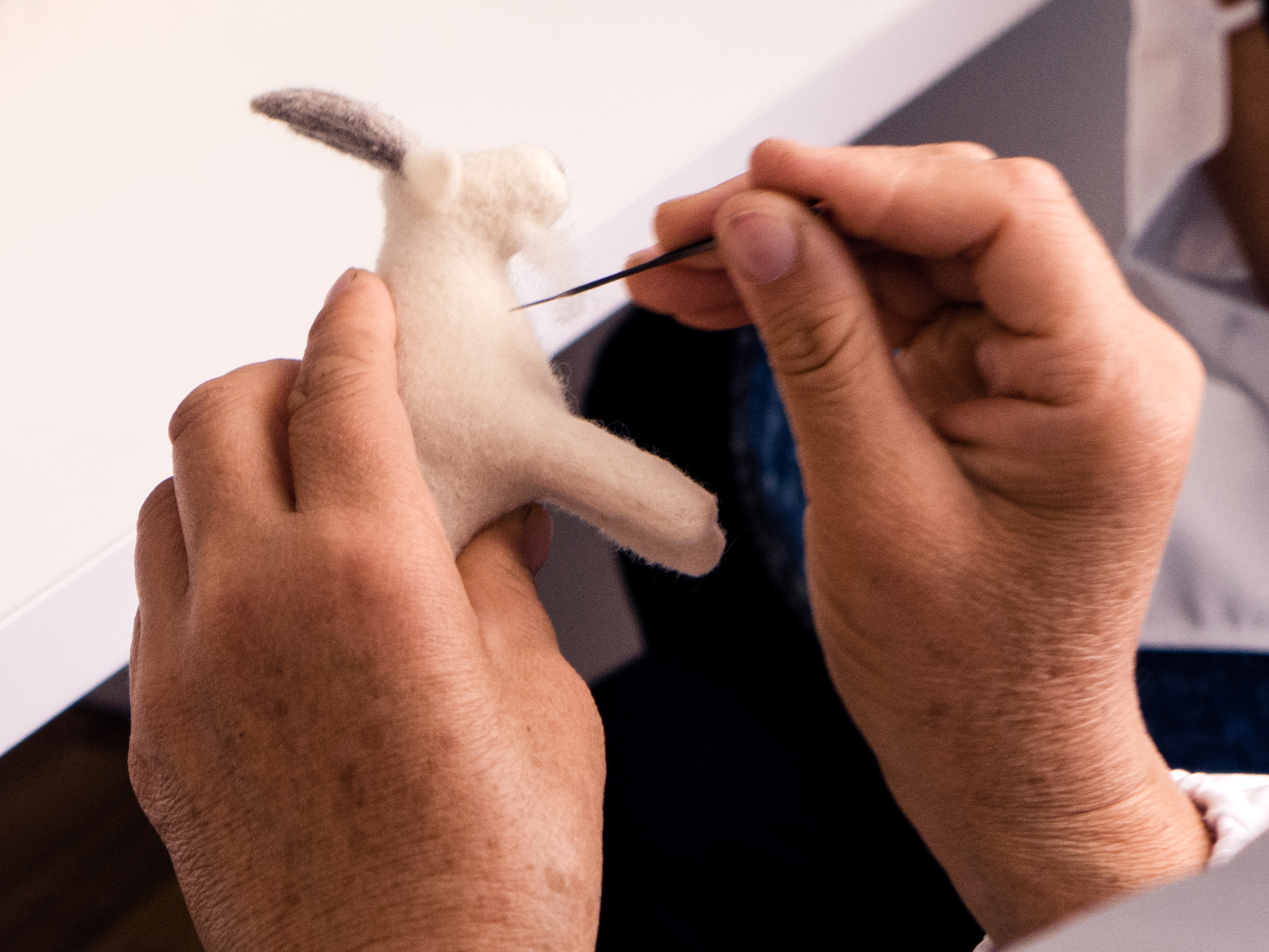
Technique de feutrage à l'aiguille.
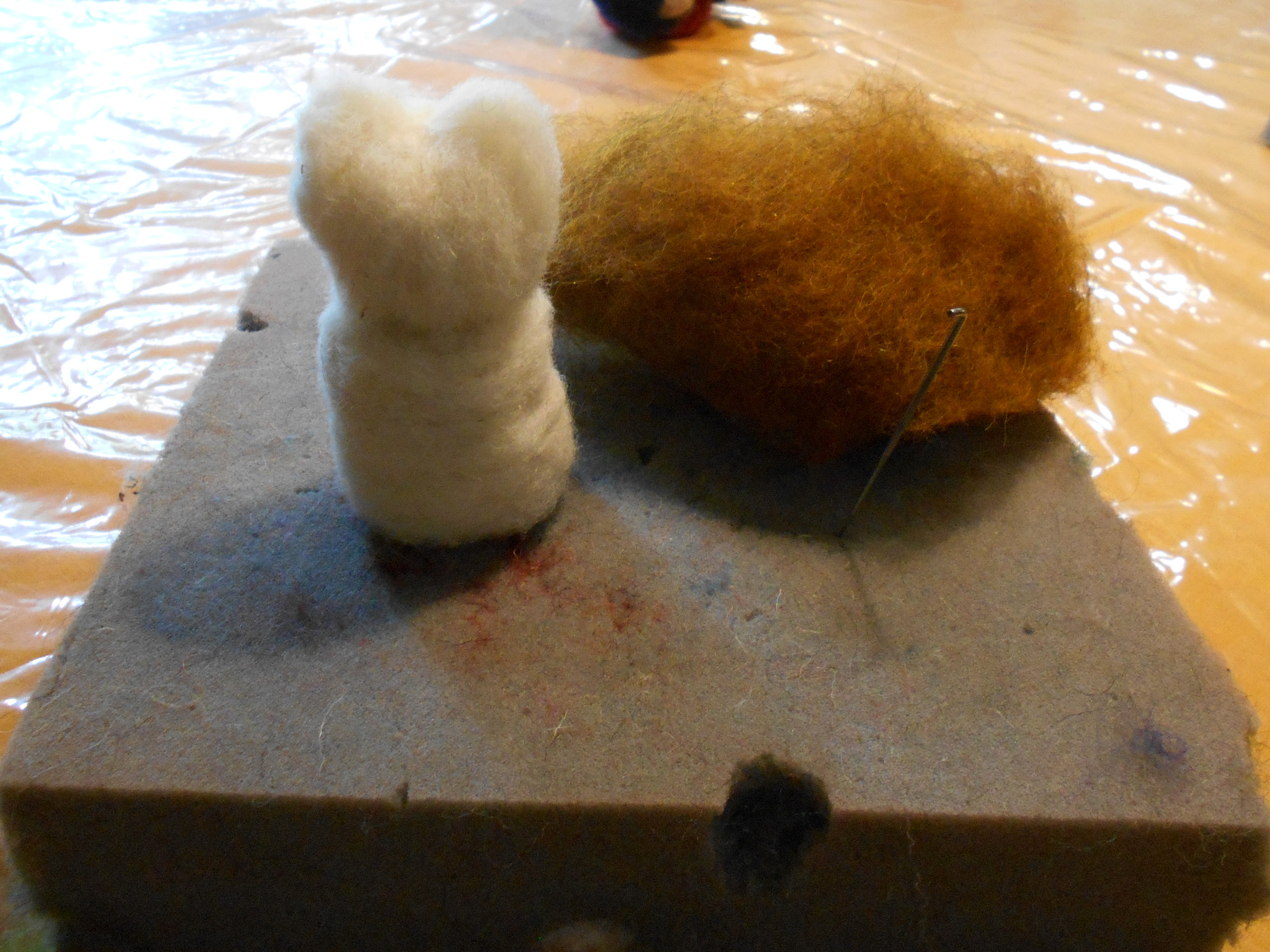
Début du feutrage d'un hibou.
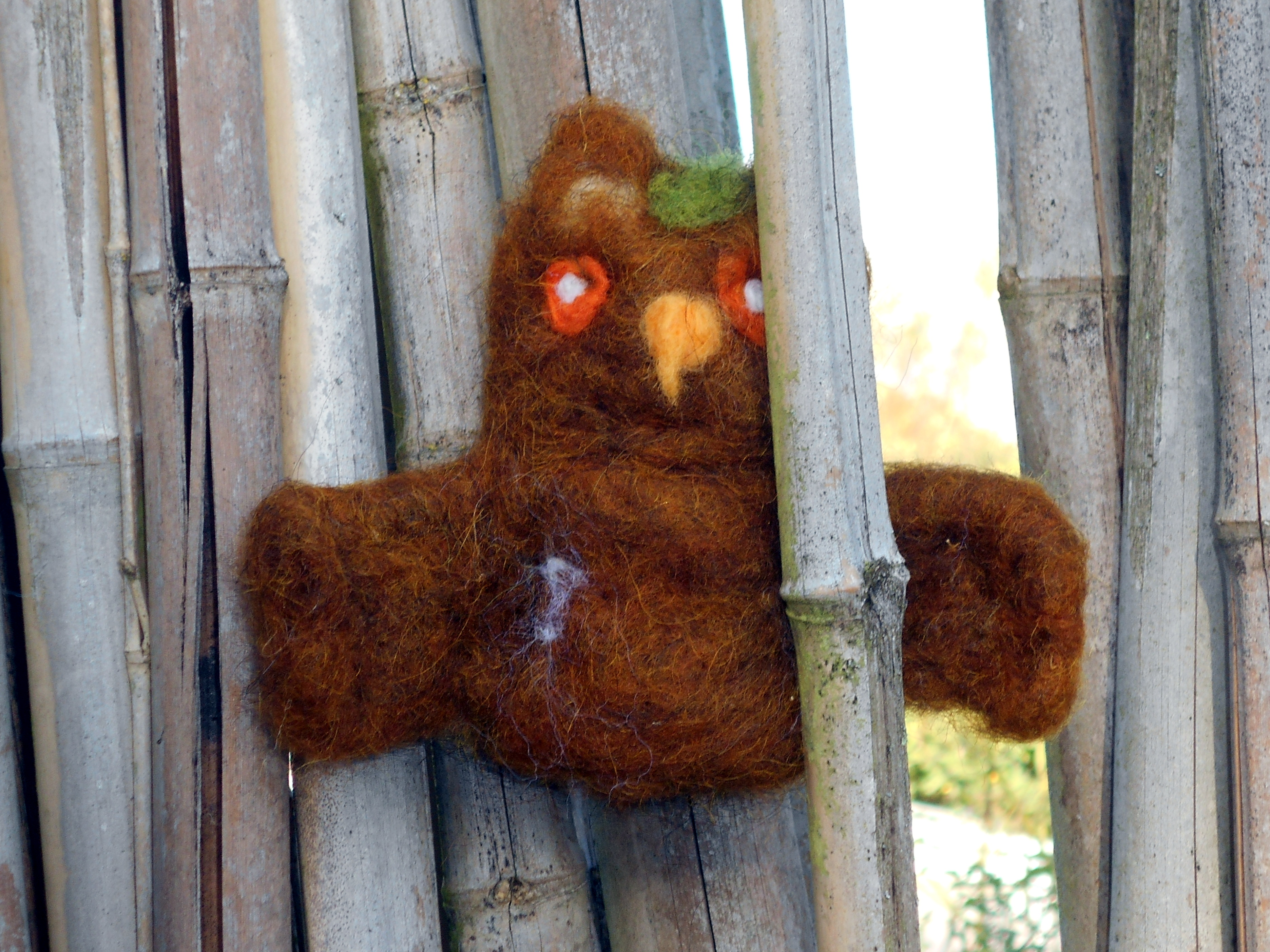
L'objet terminé.

Des mèches de laine cardée sont prélevées des pelotes et préformées entre les mains.
La laine est piquetée à de nombreuses reprises via l'aiguille à feutrer. Cette dernière étant dotée de petits harpons, elle emmêle les fibres et les resserre. La masse se densifie alors et prend la forme souhaitée.

## Artistes
Ikuyo Fujita (藤田育代, Fujita Ikuy) est une artiste japonaise qui s'est notamment illustrée dans l'art de feutrer des tableaux à l'aiguille.